# Zorzines malayanus
Zorzines malayanus är en fjärilsart som beskrevs av Inoue 1992. Zorzines malayanus ingår i släktet Zorzines och familjen nattflyn. Inga underarter finns listade i Catalogue of Life.